# Appenans
Appenans település Franciaországban, Doubs megyében. Lakosainak száma 385 fő (2022. január 1.). Appenans Étrappe, Rang és L’Isle-sur-le-Doubs községekkel határos.

## Népesség
A település népességének változása:
| Lakosok száma | 259  | 316  | 357  | 410  | 411  | 384  | 376  | 381  | 384  | 385  |
|               | 1968 | 1982 | 1990 | 2006 | 2013 | 2015 | 2017 | 2019 | 2020 | 2022 |